# Argoules
Argoules is een gemeente in het Franse departement Somme (regio Hauts-de-France) en telt 335 inwoners (1999). De plaats maakt deel uit van het arrondissement Abbeville.

## Bezienswaardigheid
- de abdij van Valloires en haar tuinen

## Geografie
De oppervlakte van Argoules bedraagt 9,6 km², de bevolkingsdichtheid is 34,9 inwoners per km².
De onderstaande kaart toont de ligging van Argoules met de belangrijkste infrastructuur en aangrenzende gemeenten.

## Demografie
Onderstaande figuur toont het verloop van het inwonertal (bron: INSEE-tellingen).